# 新古典主義音楽
新古典主義（しんこてんしゅぎ）の音楽は、20世紀前半、とりわけ戦間期に主流となった芸術運動のひとつ。

## 20世紀の新古典主義
20世紀の「新古典主義音楽」運動は、フランスやイタリア、ロシアなどの非ゲルマン系作曲家によって興され、ドイツ・ロマン派音楽と、その残滓であるフランス印象主義音楽やドイツ表現主義音楽を一括して否定するところから始まった。新古典主義音楽がこれほどの勢いを持ったのは、第一次世界大戦への嫌悪感や、ドイツ音楽の低落とそれ以外の音楽の目覚しい成長、そして主にフランス留学組によるアメリカ人作曲家がこの音楽運動の主な担い手となったことによる。さらに、19世紀の擬古的な作曲家と違っていたのは、この運動の担い手が議論好きの論客であり、自らの音楽美学を理論武装していたことである。

### 予見者たち
20世紀における「新古典主義音楽」を準備した作曲家は3人いる。一人はフェルッチョ・ブゾーニ、もう一人は最晩年のクロード・ドビュッシー、そしてもう一人はマックス・レーガーである。
ブゾーニは、同時代の動向からロマン派音楽の終焉を予見し、そのうえで「モーツァルトへの回帰」「バッハへの回帰」を呼びかけている。ブゾーニは、歴史主義的立場に立ってロマンティックに過去を回顧したのではなく、19世紀末のロマン派音楽は動脈硬化を起こしかけてもはや袋小路に入っており、それを脱するには若返りが必要だとの認識に立っていた。したがって、古典派音楽以前に倣って、感情から超然とした、どちらかといえば形式主義的な音楽づくりに取り組むこと、苦悩や絶望の表現ではなく、愉悦感の表現を取り戻すことが重要であるとされ、ブゾーニ自身その主張に従って、ディヴェルティメントやセレナード的な性格の器楽曲を量産した。また、番号オペラへの復帰やオペラ・ブッファの作曲も、その主張と関係があった。ブゾーニは、亡くなる前にも新古典主義音楽の理念を自ら擁護している。
ドビュッシーは意識的な、あるいは理論的な新古典主義者ではなかった。しかし、しばしばラモーやクープランを称揚し、またモーツァルトへの愛情を語るなど、音楽家として古典的なものへの憧れを持っており、それが表現の節度を目指すという姿勢につながっていた。またピアノ曲では、早くからバロック舞曲やトッカータ的な書法を採用している。とりわけ注目すべきは、最晩年の3つのソナタ（チェロソナタ、フルート、ヴィオラとハープのためのソナタ、ヴァイオリンソナタ）である。それまでのように詩的な題名に頼らず、抽象的に作品を構成しようとしている姿勢は、戦後の新たな動向を十分に予告するものとなっている。
レーガーは基本的にはロマン主義者であり、ドビュッシーと同じく自らの作風を理論武装していたわけではない。重厚で入り組んだテクスチュアは、後期ロマン派音楽の典型とさえ言いうる。しかし、同時代の情感過多を排除した、超然とした表現や機械的・形式主義的な楽曲構成は、ブゾーニの主張を別の側面から実現するものでもあった。レーガーはその意味において、ブラームスからヒンデミットに橋渡しする作曲家であったと言える。ちなみにヒンデミットは、レーガーのみならずドビュッシーからも影響を受けていた。

### 戦間期における開花
1900年代にブゾーニが自説を開陳したときは夢物語と一蹴することもできたが、第一次世界大戦後になると、以前の風潮や時代の趣味への嫌悪感や、物質的な理由も手伝って、現実味のあるものとなった。有力な演奏家が徴兵され、ある者は落命し、ある者は障害者として戻ってきたため、以前のような演奏者数が確保できなかった。また、ヴァイマル共和国やオーストリア共和国では、物価の異常な高騰によって、大オーケストラのために新作を書いても特例がない限り実演が困難であったという事情もあった。さらに、フランスを経由してジャズがヨーロッパを席巻した。このような状況が音楽の変化を促した。

#### ストラヴィンスキーとその影響
このような状況で、新古典主義音楽の理念を「新音楽」として提示することに成功したのが、イーゴリ・ストラヴィンスキーのバレエ音楽『プルチネルラ』であった。この作品が新古典主義音楽のあり方として示したのは、小編成のオーケストラによる透明なテクスチュアや、全音階による明朗な旋律に限らない。作者不詳の（ペルゴレージ作曲と伝えられる）18世紀ナポリ楽派の舞曲を用い、これに随所で非機能的な和声をつけるなどの改変を加えている。つまり、ウィーンの古典派音楽ではなく、バロックのイタリア音楽に、理想的な「古典美」の基準を見出しているのである。
このようなネオ・バロック様式は、ストラヴィンスキーのその後の作品（たとえば『ミューズを率いるアポロ』）だけに留まらず、さらに広い反響を呼んだ。コンチェルト・グロッソを連想させる「管弦楽のための協奏曲」という新ジャンルの開拓や、ヴィヴァルディやバッハの器楽曲に典型的に見出される「紡ぎ出し動機」の利用などである。ショスタコーヴィチの『交響曲第1番』は、ピアノが入っているものの楽器編成が薄く、その限りにおいて古典的である。またこの作曲家の『ピアノ協奏曲第1番』は、対照的な独奏楽器群と弦楽オーケストラのために作曲されていて、楽器編成が必然的にバロック音楽を連想させる。パウル・ヒンデミットの一連の『室内音楽』は、古風な組曲の現代版とも、またコンチェルト・グロッソの現代版とも理解することが可能である。またヒンデミットとバルトークは、無伴奏の独奏弦楽器のためのソナタを作曲することによって、明らかにバッハへの回帰を示している。
フランスにおけるストラヴィンスキーの代弁者は、名教師ナディア・ブーランジェであった。しかしブーランジェ直系の弟子のうちで、国際的に成功したフランス人作曲家はジャン・フランセぐらいであり、多くはアーロン・コープランドやエリオット・カーターに代表されるアメリカ人作曲家であった。おおらかな叙情性と古典的な明晰さを保ちながらも、過度の情感に流されず、和声法や調性感がモダンであるという新古典主義時代のストラヴィンスキーの作風は、こうしてブーランジェとその門弟を通じて、アメリカ合衆国で支配的になっていった。いっぽう、半音階的な和声法が結びついた、より晦渋な響きの新古典主義音楽は、エルネスト・ブロッホとその門弟のアメリカ人作曲家によって創作された。

#### フランス六人組
一方、フランスの楽壇はストラヴィンスキーの影響を受けるようになっていたにもかかわらず、「フランス六人組」に代表されるフランス新古典主義音楽は独自の路線をとっていた。「六人組」の精神的な支柱はジャン・コクトーであり、「六人組」のとるべき方向はコクトーによって規定された。コクトーによると、音楽の本来のとるべき道とは、偉大で深刻な音楽よりも、楽しく軽快な音楽なのであり、ベートーヴェンからドビュッシーに至る19世紀の音楽は道を誤ったのだとされる。それを批判するには、ニーチェのワーグナー批判を、19世紀の音楽全般にあてはめることが重要であり、とりわけ当時の芸術至上主義の傾向が嘲笑されなければならない。「六人組」が模範として見出すべきはハイドンであり、またジャズ（やラテン音楽）である。注目すべきことに、アルベール・ルーセルやアルテュール・オネゲルのように、根底においてロマン主義的な資質のある作曲家でさえ、ジャズやタンゴを自作に利用している。
こうしてフランスの新古典主義音楽は、バロック音楽よりも、ウィーン古典派との結びつきを深めていった。イベールやプーランクがモーツァルトのパスティーシュを作曲しているのも、この流れからすると不自然ではない（プーランクが心の師として慕っていたプロコフィエフは、ハイドンを現代化させて『古典交響曲』を作曲した。ただしフランス亡命以前のことである）。

#### エリック・サティ
「六人組」がこぞって信奉したエリック・サティも、いくつか新古典主義的な作品を残していることで知られている。ただし、まじめに新古典主義の理念に従ったものでなく、『官僚的なソナチネ』に代表されるように、「まじめな古典派音楽」を茶化したものにほかならない。この意味でサティは、「新古典主義音楽」の典型的作曲家であるとはいえない。しかし、ストラヴィンスキーやヒンデミットの例を引き合いに出すまでもなく、20世紀における新古典主義音楽にパロディ的な性格があることは事実であり、サティはさしずめそこに先鞭を付けた作曲家であったと言える。

### 民族音楽の影響
新古典主義の風潮の下では、フランスにおいて新大陸から来た大衆音楽との結びつきが重視されたように、東欧諸国においても、主に旧オーストリア帝国に属していた地域では、再び民謡が楽曲素材として見直されるようになった（ただし、この傾向はブラームスにもあったことであり、また本質的に新古典主義者とは言いがたいヤナーチェクやシマノフスキも、自国の民謡研究の成果を自作に取り入れている）。
とりわけ注目されるのがハンガリーの作曲家であり、コダーイやバルトーク、レオ・ヴェイネルらは、それぞれの音楽思考に従って、民族音楽の要素と同時代の作曲技法を結合させた。ダリユス・ミヨーは、南フランスの民謡やユダヤ系の民族音楽・宗教音楽の要素を自作に取り込んでおり、また幅広い世界旅行の経験を生かして、ジャズやブラジルの民族音楽も利用した。アレクサンドル・チェレプニンは、カフカスや東アジアの民族音楽の要素を利用しただけでなく、これらの地域の民族音楽を研究して、チェレプニン音階と呼ばれる独自の音組織を編み出し、作曲に利用した。
またラヴェルも戦後の『クープランの墓』において、新古典主義音楽に明らかな関心を示していたが、『ボレロ』において、スペインの民俗舞曲と変奏曲形式を結び付けており、『ヴァイオリンソナタ』は擬古的な二重奏ソナタと複調性に、ジャズやブルースが巧みに融合されている。ファリャの『クラヴサン協奏曲』やエルネスト・ハルフテルの『ニ長調のシンフォニエッタ』、ロドリーゴの『アランフエス協奏曲』は、古典派音楽の簡潔さや明晰さと民族音楽の要素をつり合わせて作曲されている。
アストル・ピアソラによる一連の「クラシカルな」作品は、この流れの延長上にあると理解してよい。

### イタリア
イタリアでは、モダニズムとしての典型的な新古典主義音楽は、パリでストラヴィンスキー体験をしているアルフレード・カゼッラやジャン・フランチェスコ・マリピエロによって推進された。しかし一般には、むしろレスピーギやピツェッティらの、ロマンティックで復古主義的な作品（レスピーギの場合は特に編曲）が有名である。前2者に比べて後2者の「新古典主義」的な作品は、直截に過去の文化遺産（グレゴリオ聖歌やルネサンス音楽、バロックの舞曲など）に依存しているためもあり、調的に安定し、息の長い歌謡的な旋律と魅力的な和声が際立ち、きわめて親しみやすい。結果的にこの2人は、リズミカルで不協和なカゼッラや、極度に対位法的なマリピエロとの作風の違いを示している。

## 衰退
新古典主義音楽は、戦間期にこの芸術運動を指導した主要な作曲家が、第二次世界大戦後に転向したり沈黙したりすることにより、人材を失って衰えていった。ラヴェルとレスピーギは戦時中に物故し、コープランドは戦後に十二音技法を取り入れながら寡作に転じた。ストラヴィンスキーとエリオット・カーターはより急進的な作風に転じ、後者は「複雑系の音楽」の開祖となった。1945年にはバルトークも亡くなった。ヒンデミットは室内楽において表現主義音楽に、一方で一連の交響曲において新ロマン主義に接近している。「フランス六人組」の作曲家はなお健在だったが、ヨーロッパの楽壇を席巻しつつあった前衛音楽を前に、すでに時代遅れと見做されるようになっていた。戦後はすでにダルムシュタット夏季現代音楽講習会を中心に新しい音楽が議論されるようになり、十二音技法以前の作曲家はすでに過去のものと断じられていた。
こうして新古典主義音楽は前衛音楽の陰に隠れ、芸術運動としての終焉を迎えるとともに、個人の手で細々と受け継がれるに過ぎなくなった。その主たる担い手は、ヒンデミットの弟子であったジークフリート・ボリスとハラルト・ゲンツマーであった。

## 日本における新古典主義の作曲家
諸井誠が新進作曲家として世界的にデビューしたときには、調的でヒンデミットを模範とする新古典的な作風をとっていた。おそらくこれは、父諸井三郎の影響であろう。その他、小倉朗の習作期以後の作風は、バルトークらに影響された新古典的な要素の強いものである。また矢代秋雄は留学中に作曲した『弦楽四重奏曲』について、「ヒンデミットやバルトークを研究し、その影響が表れている」と述べている。